# Soave
Soave és un comune (municipi) de la província de Verona, a la regió italiana del Vèneto, situat a uns 23 quilòmetres a l'est de Verona.
A 1 de gener de 2020 la seva població era de 7.149 habitants.
Soave limita amb els següents municipis: Belfiore, Cazzano di Tramigna, Montecchia di Crosara, Monteforte d'Alpone, San Bonifacio i Colognola ai Colli.